# Trešnja
Trešnja (lat. Prunus avium), listopadna je vrsta drveća iz porodice Rosaceae.

## Rasprostranjenost
Areal trešnje je cijela Europa i zapadna Azija.

## Izgled
Stablo trešnje naraste do 20 m, prsnog promjera do 70 cm.
- Kora je sivo-crvenkaste boje, sjajna, glatka, ljušti se u obliku koncentričnih krugova. Pri dnu debla stvara se tamni lub, koji se uzdužno raspucava. Izbojci su s jedne strane sivkasti, dok su s druge strane smećkasti.
- Pupovi su jajoliko čunjasti, na vrhu ušiljeni, obavijeni većim brojem smećkastih ljuskica, čiji su rubovi sivkasti. Smješteni su naizmjenično i često nagomilani.
- Listovi su eliptični do obrnuto jajoliki, na vrhu ušiljeni, a na bazi suženi, rubovi su napiljeni. Listovi su dugi do 12 cm, s donje strane posuti rijetkim bijelim dlačicama. Na prijelazu od plojke do peteljke lista vide se dvije crvenkaste žlijezde. Prije otpadanja listovi pocrvene.
- Cvjetovi rastu prije listanja, na prošlogodišnjim izbojcima. Bijele su boje, rastu gusto nagomilani, vise na dugim stapkama, a cvat je u obliku gronje.
- Plod je trešnja, jestiva tamnocrvena koštunica s debelim, mesnatim i sočnim usplođem.

## Opis
Trešnje i višnje, su stabla i plodovi iz porodice Rosaceae i njihovi jestivi plodovi. Komercijalna proizvodnja uključuje višnje (Prunus cerasus), koje se zamrzavaju ili konzerviraju i koriste u umacima i pecivima, i trešnja (P. avium), koje se obično konzumiraju svježe i glavne su vrste konzervirane u pravom ili imitaciji likera maraskina. Brojne vrste uzgajaju se kao ukrasi zbog svog bujnog proljetnog cvijeća, a tamnocrveno drvo nekih vrsta trešanja posebno je cijenjeno za izradu finog namještaja.
Većina vrsta prunusa porijeklom je sa sjeverne hemisfere. Nekih 10 do 12 vrsta je poznato u Sjevernoj Americi i sličan broj u Europi. Međutim, čini se da je najveća koncentracija vrsta u istočnoj Aziji. Vjeruje se da je izvorno stanište vrste iz koje potječu kultivirane trešnje u zapadnoj Aziji i istočnoj Europi od Kaspijskog mora do Balkana. Trešnje se uzgajaju u svim područjima svijeta gdje zimske temperature nisu prejake i gdje su ljetne temperature umjerene. Potrebna im je zimska hladnoća da bi procvjetale u proljeće. Stabla cvjetaju dosta rano u proljeće, odmah nakon breskvi, a prije jabuka.
Zbog plodova uglavnom se uzgajaju tri vrste prunusa: trešnje, višnje i, u znatno manjoj mjeri, duke, križanci višnje i trešnje. Stabla trešnje su velika i prilično uspravna, dostižući visinu do 11 metara (36 stopa). Plod je mesnata koštunica (koštuničavo voće) koje je općenito u obliku srca do gotovo globularnog, mjeri oko 2 cm (1 inč) u promjeru i varira u boji od žute preko crvene do gotovo crne. Sadržaj kiseline u trešnji je nizak. Veći sadržaj kiseline u višnji daje joj karakterističan trpki okus. Stabla višnje su manja, rijetko viša od 5 metara (16 stopa). Plod je okruglog do spljoštenog oblika, uglavnom je tamnocrvene boje i ima toliko kiseline da nije privlačan za konzumaciju svjež. Duke trešnje su posredne u karakteristikama stabla i ploda. Plodovi svih sorti sadrže vitamin A i male količine minerala kao što su kalcij i fosfor.

## Galerija
| Pupovi | Cvjetovi i mladi listovi | Drvo u cvatu |